# Нематопсы
Нематопсы (лат. Nematops) — род лучепёрых рыб из семейства пецилопсеттовых (Poecilopsettidae) отряда камбалообразных. Длина тела от 9 (Nematops grandisquamus) до 15 (Nematops macrochirus) см. Встречаются на юго-западе, западе и в центральной части Тихого океана. Их охранный статус не определён, они не являются объектами промысла.

## Классификация
В род включают 4 вида:
- Nematops grandisquama M. C. W. Weber & de Beaufort, 1929
- Nematops macrochirus Norman, 1931
- Nematops microstoma Günther, 1880 — Малоротый нематопс
- Nematops nanosquama Amaoka, Kawai & Séret, 2006